# W・S・ホランド

W・S・ホランド

W・S・"フルーク"ホランド (W. S. "Fluke" Holland (1935年4月22日 - 2020年9月23日、テネシー州サルティロ) はアメリカ合衆国のドラム奏者。

## 概要
多くのロックンロールのミュージシャンと活動した。最初はカール・パーキンスの演奏をしていたが、後にジョニー・キャッシュのバック・バンド、ザ・テネシー・スリー、グレート・エイティーズ・エイト、ジョニー・キャッシュ・ショー・バンドとして有名になった。1955年、サン・レコードでのレコーディングでパーキンスの『ブルー・スエード・シューズ』のドラムを演奏した。この曲は後にエルヴィス・プレスリーでさらなるヒットを遂げたが、パーキンスが作曲して歌ったのがオリジナルである。
ホランドはガソリン・スタンドで働いていた時に「フルーク」というニックネームがついた。例えば「あの車を見ろ」ではなく「あのフルークを見ろ」というように、彼は他の単語の代わりに「フルーク」と言っていた。スタンドのオーナーはホランドをニックネームとして「フルーク」と呼ぶようになった。しかし音楽業界に入りやすくするためにこのニックネームをつけたという誤解が一般的になっている。当時彼はドラムを1度だけしか演奏したことがなかったが、サン・レコードで初めてレコーディングを行なった。その後パーキンスの『ブルー・スエード・シューズ』のレコーディングでブレイクした。プレスリーがコンサート・ツアーにドラム奏者を同行させる前に、ロックンロールにドラムを入れた先駆者となった。
1956年12月4日、エルヴィス・プレスリー、ジェリー・リー・ルイス、カール・パーキンス、ジョニー・キャッシュと共に『ミリオン・ダラー・カルテット』の即興セッションに参加した。ホランドのロックンロールへの貢献は、ビートルズのリンゴ・スターなど多くのドラム奏者に尊敬をもって認められ、彼らに大きな影響を与えた。1960年、ホランドはジョニー・キャッシュのコンサート・ツアーおよびレコーディングに参加するようになり、『Ring of Fire 』などキャッシュの多くの曲で演奏した。キャシュは彼に「私が音楽活動をしている間ずっと共に演奏したい」と語ったと伝えられている。
1957年、ロック映画『Jamboree 』にカール・パーキンス・バンドと共に出演し、『Glad All Over 』を演奏した。
現在、ホランドはキャッシュのトリビュート・アーティストであるフランク・ハミルトン&ザ・ニュー・テネシー・スリーを率いて『Ultimate Johnny Cash Tribute Show 』に出演している。全米でコンサート・ツアーを行ない、ファーストCD『One More Time 』をリリースした。
ホランドのロックンロールへの貢献およびザ・テネシー・スリーとしての特徴的なサウンドは真のアメリカ音楽の先駆者として世界的に認められている。彼は現在も世界中のミュージシャン達に影響を与え続けている。
2005年、映画『ウォーク・ザ・ライン/君につづく道』でクレイ・ステイクリーがホランド役を演じた。
ヒストリー・チャンネルの番組『アメリカお宝鑑定団ポーンスターズ』に出演し、『Cold Hard Cash 』のエピソードで彼と友人はジョニー・キャッシュの1970年型ロールス・ロイスを出品した。
2020年9月23日、テネシー州ジャクソンの自宅で死去。85歳没。